# Conde de Monte Real
Conde de Monte Real é um título nobiliárquico criado por D. Carlos I de Portugal, por Decreto de 21 de Outubro de 1907, por uma vida, em favor de Artur Porto de Melo e Faro.
Titulares
1. Artur Porto de Melo e Faro, 1.º Conde de Monte Real.
2. Jorge Cardoso Pereira da Silva de Melo e Faro, 2.º Conde de Monte Real, foi também conhecido por este título já no tempo da República.
3. Maria Madalena Guimarães de Melo e Faro, 3.ª Condessa de Monte Real, apenas pediu a renovação deste título nobiliárquico, por questões legais da utilização do nome "Conde de Monte Real" para a marca de um vinho da qual era produtora.